# With a Child’s Heart
With a Child’s Heart – singel Michaela Jacksona z albumu Music & Me.

## Lista utworów
1. „With a Child’s Heart”
2. „Morning Glow” (Utwór został użyty w Broadwayowskim Musicalu - „Pippin”)

## Notowania
| Lista (1973)                         | Najwyższa pozycja |
| ------------------------------------ | ----------------- |
| U.S. Billboard Hot 100               | 50                |
| U.S. Billboard Hot R&B/Hip-Hop Songs | 14                |
| U.S. Billboard Cash Box              | 37                |
| Turkey Top 20 Chart                  | 13                |

## Twórcy

### With a Child’s Heart
Wokal: Michael Jackson 

Kompozytor: Sylvia Moy, Henry Cosby, Vicki Basemore 

Produkcja: Freddie Perren i Fonce Mizell 

Aranżacja: Freddie Perren

### Morning Glow
Wokal: Michael Jackson 

Kompozytor: Stephen Schwartz 

Produkcja: Bob Gaudio 

Aranżacja: Dave Blumberg